# Total Cost of Ownership
Total Cost of Ownership (TCO, Gesamtkosten des Betriebs) ist ein Abrechnungsverfahren, das Verbrauchern und Unternehmen helfen soll, alle anfallenden Kosten von Investitionsgütern (wie beispielsweise Software und Hardware in der IT) abzuschätzen. Die Idee dabei ist, eine Abrechnung zu erhalten, die nicht nur die Anschaffungskosten enthält, sondern alle Aspekte der späteren Nutzung (Energiekosten, Reparatur und Wartung) der betreffenden Komponenten. Somit können bekannte Kostentreiber oder auch versteckte Kosten möglicherweise bereits im Vorfeld einer Investitionsentscheidung identifiziert werden. Wichtigste Grundlage für das weitere Verständnis der TCO ist die Unterscheidung zwischen direkten und indirekten Kosten.

## Ursprung
Das TCO-Verfahren wurde 1987 durch Bill Kirwin, Research Director der Unternehmensberatung Gartner Inc., im Auftrag von Microsoft entwickelt.
Die Betrachtung von Kosten, die über den Einkaufpreis hinausgehen, lässt sich bis in das Jahr 1927/28 zurückverfolgen und wurde von Borsodi (1927) und Harriman (1928) im Zusammenhang mit dem Einkauf und der Lieferantenauswahl erwähnt.

## Modelle
Bei jeder Form der Berechnung sollte beachtet werden, dass es sich um einen so genannten Best-Practice-Ansatz handelt. Im Gegensatz zu vielen anderen Kennzahlen aus dem Bereich der Wirtschaftswissenschaften gibt es hierfür noch keine verbindliche Vorschrift, Norm oder Lehrmeinung. Dieser Umstand ist der enormen technischen und organisatorischen Heterogenität der IKT-Branche geschuldet. Folglich existieren für die Berechnung der TCO viele unterschiedliche Konzepte. Ein Benchmark anhand der TCO kann aber immer nur auf Grundlage eines einheitlichen Berechnungsverfahrens möglich sein. Die Methodik der Berechnung beruht meist auf der Eingabe wesentlicher Parameter einer IT-Organisation innerhalb bestimmter Software-Tools, welche mittlerweile von vielen Beratungsunternehmen sowie von Gartner selbst angeboten werden.
Es gibt zahlreiche Modelle, die in der Literatur zum Thema TCO und LCC veröffentlicht wurden. Darunter befinden sich Modelle von Verbänden wie dem VDMA und VDI-Richtlinien. Bei Geissdoerfer et al. werden 20 Modelle gegenübergestellt und bewertet, darunter das VDMA- und VDI-Modell und zahlreiche weitere Modelle von Institutionen, Verbänden und Autoren. Die Qualität der Modelle wird danach beurteilt, welche der folgenden Kriterien sie erfüllen: Berücksichtigung quantitativer und qualitativer Faktoren, Betrachtungszeitraum und Barwert, Overall Equipment Efficiency (OEE), standardisierte Kostenkategorien und Kostentreiber, Transaktionskosten, Genauigkeit und Risiko der verwendeten Werte, Abhängigkeit der Variablen im Modell, Abdeckung verschiedener Anwendungsbereiche (Einkauf, Vertrieb etc.) sowie Notwendigkeit von ABC/PKR als zugrundeliegendes Kostenrechnungssystem. Die IT-Fähigkeit und Internationalität der Modelle wird dabei vorausgesetzt. Das Modell der Gartner Group und das Modell DIN EN 60300-3-3 haben dabei die meisten Punkte erhalten.
Ein neuer Ansatz zur Berechnung von TCO auf Basis von quantitativen und qualitativen Modellbausteinen und empirischen Daten, die eine schnelle Einsetzbarkeit des konfigurierten Modelles ermöglichen, wird bei Klaus Geissdoerfer dargestellt. Dieser Ansatz ist in der Praxis flexibel und daher auch sehr zeitsparend einsetzbar. Das Modell basiert auf vorhandenen Modellen und einer umfassenden Untersuchung von Unternehmen, die TCO oder LCC bereits im Einsatz haben.

## Unterscheidung TCO und LCC
Die verwandten Begriffe TCO und Life Cycle Costing (LCC) werden häufig vermischt und nicht sauber abgegrenzt. Vereinfacht wird LCC hauptsächlich bei Investitionsgütern in der Industrie verwendet. Dabei sind die Transaktionskosten von untergeordneter Bedeutung, da die Betriebs- und Anschaffungskosten um ein Vielfaches höher sind. TCO hingegen wird z. B. bei kleineren Anschaffungen (PC, Software), Verbrauchsgegenständen (Schrauben, Fett), Services etc. verwendet, bei welchen die Transaktionskosten nicht vernachlässigbar sind.

## Kostenarten

### Direkte Kosten
Unterteilt werden direkte Kosten nicht in Kostenstellen (wie zum Beispiel Kosten eines IT-Mitarbeiters), sondern in Prozesse, deren Kosten sich grundsätzlich durch Umlage anderer Kostenstellen berechnen lassen können. Typischerweise fallen diese Kosten bei der Beschaffung und Betreuung von IT-Vermögensgegenständen an. Vom betriebswirtschaftlichen Standpunkt aus kennzeichnen sich direkte Kosten durch ihre Budgetierbarkeit. Somit ist ein nachhaltiger Effekt dieser Kosten, unabhängig davon, ob im positiven oder negativen Sinne, auf den Unternehmenserfolg grundsätzlich nachweisbar.
Direkte Kosten am Beispiel eines Arbeitsplatzrechners:
- Anschaffungskosten für Hard- und Software (Abschreibungen oder Leasingraten), Kosten aus Wartungsverträgen mit Herstellern oder Dienstleistern und Kosten für IT-Infrastruktur (Netzwerke, Server) (Hardware and Software Costs)
- alle Prozesse aus dem Bereich Administration und Support (Operation Costs)
- Verwaltungsaufwand (z. B. Asset-Management, Ausarbeitung von Verträgen, Budgetplanung), Koordination von Trainingsmaßnahmen für IT-Personal sowie Endanwender (Administration Costs)

### Indirekte Kosten
Indirekte Kosten entstehen nicht aufgrund der Anschaffung oder der Gewährleistung des Betriebes von Investitionsgütern, sondern infolge unproduktiver Nutzung durch den Endanwender. Dabei handelt es sich immer um Prozesse, Vorgänge oder Situationen, welche den Endanwender in seiner Produktivität hemmen. Da sich diese Vorgänge bei allen Endanwendern unterscheiden können, ist die Messbarkeit eines solchen Vorgangs grundsätzlich problematisch. Umstritten ist jedoch, in welchem Umfang diese Kosten für ein Unternehmen zahlungs- bzw. erfolgswirksam sind, also in Form von Ein- oder Auszahlungen den Cash-Flow berühren. Laut Krcmar betragen diese indirekten oder auch nicht-budgetierten Kosten etwa zwischen 23 und 46 Prozent der Gesamtkosten.
Indirekte Kosten am Beispiel eines Arbeitsplatzrechners:
- Anwendungsentwicklung: Entwicklung von eigenen Applikationen (beispielsweise auch Excel-Tabellen uvm.) (Application Development)
- Datenmanagement, sowie Konfiguration des Desktops (File and Data Management)
- Nicht-Verfügbarkeit des betrachteten Systems (Personalkosten bzw. incl. Kosten für entgangene Geschäftstätigkeiten (Opportunitätskosten)) (Downtime)
- Selbsthilfe und Gelegenheitstraining (Casual Learning and Self-Support)
- Trainingsmaßnahmen zur Schulung des Endanwenders in einer bestimmten Applikation (Formal Learning)
- Unterstützung eines anderen unbedarften Anwenders (Peer Support)

## Kritik
Oftmals werden kalkulatorische Anteile für Miete, Energiekosten und Nebenkosten vergleichbarer Art nicht berücksichtigt. Weiterhin gibt es derzeit weder in der Literatur noch in der Fachpresse nennenswerte Ansätze, das Problem des kalkulatorischen Wagnisses beziehungsweise die Berücksichtigung des unternehmerischen Risikos im Zusammenhang mit dem TCO-Modell offenkundig zu diskutieren.
Als weiterer Kritikpunkt ist anzuführen, dass das TCO-Konzept keine Methoden zur Ermittlung der indirekten Kosten durch Produktivitätsverluste zur Verfügung stellt. In der Praxis ist zudem zu klären, ob durch den Ausfall eines Investitionsobjekts (z. B. Downtime eines Servers) diese Kosten auch tatsächlich anfallen.
Das größte Defizit bringt das TCO-Modell aber mit sich, indem es keinerlei Ansätze liefert, inwiefern eine Verbesserung der TCO, vor allem im Bereich der indirekten Kosten, tatsächlich erfolgswirksam für das Unternehmen sein kann. Einmal angenommen, die Downtime aller Arbeitsplatzrechner kann von durchschnittlich zwei Stunden auf eine Stunde jährlich vermindert werden, so sollten die TCO entsprechend um die Hälfte des Betrages der für Downtime veranschlagten indirekten Kosten sinken. Vom finanzwirtschaftlichen Standpunkt aus müsste sich nun auf verschiedene Kostenstellen verteilt oder in Form von Erlösen, in der Summe jedoch immer für den Cash-Flow, ein positiver Effekt um genau diesen Betrag ergeben. In der Praxis wird dieser Betrag jedoch im niedrigeren Maße den Cash-Flow berühren als in der TCO-Berechnung veranschlagt. Ursache dafür ist unter anderem die unterschiedliche hohe Bedeutung des Arbeitsplatzrechners bzw. eines anderen IT-Vermögensgegenstandes für die Wertschöpfung des Unternehmens. Außerdem unterscheiden sich Endanwenderoperationen auch innerhalb einer IT-Organisation. Dies ist allein dadurch begründet, dass jeder Mitarbeiter über unterschiedlich hohe IT-Kenntnisse verfügt bzw. es mehr oder weniger effizient vermag, mit Hard- und Software umzugehen.

## TCO-Betrachtungen in der Industrie
Die TCO-Betrachtung im industriellen Umfeld wird heute aufgrund des zunehmenden globalen Wettbewerbs immer wichtiger. So werden von Maschinenlieferanten in Großprojekten TCO-Kalkulationen im Zuge der Angebotsabgabe verlangt, aber auch für kleinere Maschinenhersteller werden interne TCO-Kalkulationen immer wichtiger, um die Effizienz im Unternehmen zu steigern.
Ein Beispiel: Eine Ventilinsel ist im Vergleich zu Einzelventilen bei der direkten Kostenbetrachtung für ein Unternehmen teurer. Jedoch spart das Unternehmen Geld, wenn die indirekten Kosten mit berücksichtigt werden. Denn der zeitliche Aufwand für den Konstrukteur ist bei Einzelventilen durch die Abfolge der vielen Einzelschritte wie Suchen und Konfigurieren, Downloaden, Bohrbild erzeugen, Einbau des CAD-Modells in die CAD-Baugruppe, das Anlegen und Freigeben der CAD-Modelle im PLM-System etc. um ein Vielfaches höher. Der Einkäufer sowie der Lagerist spart aufgrund der starken Reduzierung der Materialnummern ebenfalls Zeit, denn Prozessschritte wie beispielsweise Bestellungen, Rechnungsverwaltung, Warenannahme, Wareneingangskontrolle, Systembuchungen und Ablagen am Lagerplatz müssen so nur einmal durchlaufen werden. Zum Schluss spart man noch Zeit bei der Montage.
Ohne die TCO-Betrachtungsweise besteht für ein Industrieunternehmen also ein geringerer Anreiz, hier zu investieren, denn nur dieser Ansatz zeigt das Potenzial für Optimierung und Kostenreduktionen.

## Weitere Informationen
Im Auftrag des Informatikstrategieorgans Bund (ISB) der Schweiz wurde von der PHW Hochschule Wirtschaft eine Java-basierte Software für die Berechnung der TCO entwickelt. Im Rahmen des öffentlich geförderten Projekts „Pfleg!E-mobil“ wurde ein Total-Cost-of-Ownership Modell für die Nutzung von Elektrofahrzeugen im ambulanten Pflegedienst entwickelt. Darüber hinaus wurde ein Total-Value-of-Ownership Modell entwickelt, welches neben den relevanten Kostenkategorien auch verschiedene Nutzenkategorien berücksichtigt.
Die offizielle Definition durch Bill Kirwin (Gartner Group) findet sich bei Gartner selbst.